# Alberto Jiménez
Alberto Jiménez Benítez (La Oliva, 15 novembre 1992) è un calciatore spagnolo, difensore del Castellón.

## Caratteristiche tecniche
È un difensore centrale.

## Carriera
Ha giocato nella seconda divisione spagnola.

## Statistiche

### Presenze e reti nei club
Statistiche aggiornate al 19 maggio 2017.
| Stagione        | Squadra         | Campionato      | Campionato | Campionato | Coppe nazionali | Coppe nazionali | Coppe nazionali | Coppe continentali | Coppe continentali | Coppe continentali | Altre coppe | Altre coppe | Altre coppe | Totale | Totale |
| Stagione        | Squadra         | Comp            | Pres       | Reti       | Comp            | Pres            | Reti            | Comp               | Pres               | Reti               | Comp        | Pres        | Reti        | Pres   | Reti   |
| --------------- | --------------- | --------------- | ---------- | ---------- | --------------- | --------------- | --------------- | ------------------ | ------------------ | ------------------ | ----------- | ----------- | ----------- | ------ | ------ |
| 2012-2013       | Tenerife        | SDB             | 17         | 3          | CR              | 0               | 0               | -                  | -                  | -                  | -           | -           | -           | 17     | 3      |
| 2013-2014       | Tenerife        | SD              | 9          | 0          | CR              | 1               | 0               | -                  | -                  | -                  | -           | -           | -           | 10     | 0      |
| 2014-2015       | Valencia B      | SDB             | 24         | 1          | CR              | 0               | 0               | -                  | -                  | -                  | -           | -           | -           | 24     | 1      |
| 2015-2016       | Tenerife        | SD              | 24         | 0          | CR              | 1               | 0               | -                  | -                  | -                  | -           | -           | -           | 25     | 0      |
| 2016-2017       | Tenerife        | SD              | 26         | 1          | CR              | 2               | 0               | -                  | -                  | -                  | -           | -           | -           | 28     | 1      |
| Totale Tenerife | Totale Tenerife | Totale Tenerife | 76         | 4          |                 | 4               | 0               |                    | -                  | -                  |             | -           | -           | 80     | 4      |
| Totale carriera | Totale carriera | Totale carriera | 100        | 5          |                 | 4               | 0               |                    | -                  | -                  |             | -           | -           | 104    | 5      |

## Palmarès

### Club

#### Competizioni nazionali
- Primera Federación: 1

Castellón: 2023-2024